# Ernest Hamy

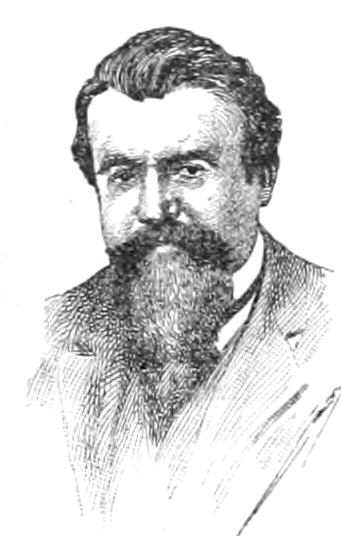
Ernest Hamy.

Jules Théodore Ernest Hamy, född 22 juni 1842 i Boulogne-sur-Mer, departementet Pas-de-Calais, död 18 november 1908 i Paris, var en fransk antropolog. Han var farbror till Maurice Hamy.
Hamy var professor i antropologi vid Muséum national d'histoire naturelle i Paris och från 1880 direktör för Musée d'ethnographie vid Place du Trocadéro i samma stad. Han ägnade sig främst åt Sydamerikas indianer och mänskliga benrester i västeuropeiska stenåldersfynd. Mest bekant är hans tillsammans med Armand de Quatrefages de Bréau utgivna arbete Crania ethnica (1882). Hamy blev ledamot av Institut de France 1890 och utländsk ledamot av svenska Vetenskapsakademien 1907.